# Tipula (Papuatipula) omissinervis
Tipula (Papuatipula) omissinervis is een tweevleugelige uit de familie langpootmuggen (Tipulidae). De soort komt voor in het Australaziatisch gebied.